# Habitatge al carrer Argentona, 27 (Mataró)
L'Habitatge al carrer Argentona, 27 és una obra de Mataró (Maresme) protegida com a Bé Cultural d'Interès Local.

## Descripció
Antiga casa de cós (segle xviii) de comparet, de planta baixa, pis i golfes. És la única conservada en el seu estat original al carrer d'Argentona. La façana presenta un portal d'arc pla i finestra reixada en planta baixa i finestra al primer pis. El ràfec està format per teules.

## Història

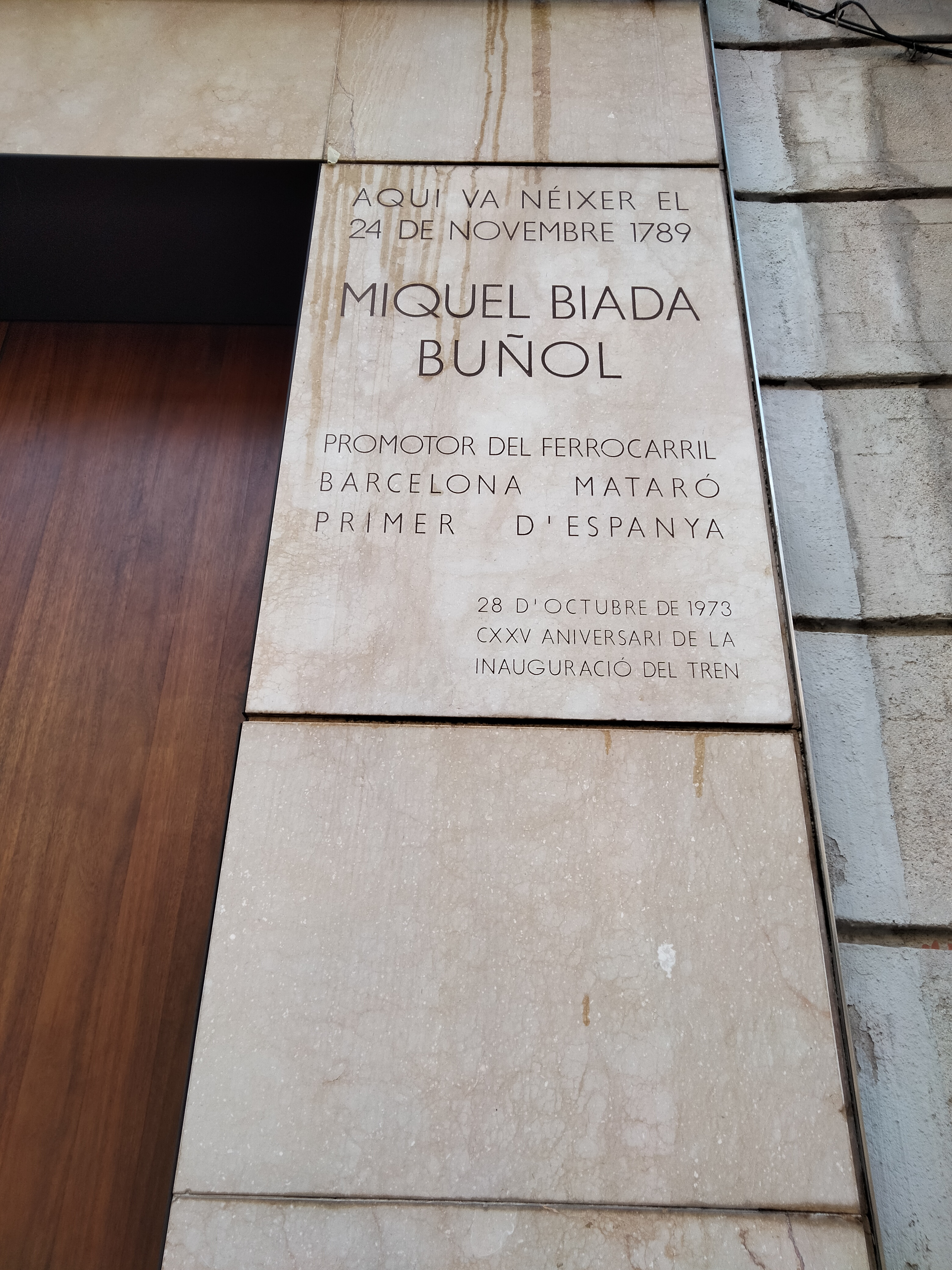
Placa commemorativa

És la casa natal de Miquel Biada i Buñol. Una làpida a la façana ho commemora: «Aquí va néixer el 24 de novembre 1789 Miquel Biada Buñol, promotor del ferrocarril Barcelona - Mataró, primer d'Espanya. 28 d'octubre de 1973. CXXV aniversari de la inauguració del tren».